# ویتوس

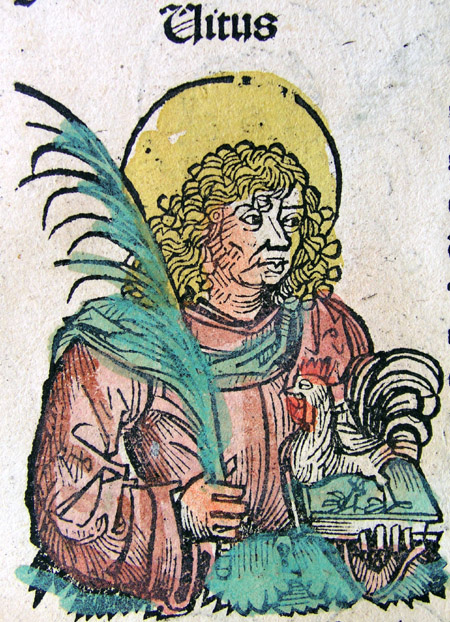
ویتوس مقدس.

ویتوس مقدس (Saint Vitus) یکی از قدیسان مسیحی اهل سیسیل بود.
او در جریان تعقیب و آزار مسیحیان از سوی دیوکلتیان و ماکسیمیان، دو امپراتور رومی که هم‌زمان حکومت می‌کردند، در سال ۳۰۳ میلادی به قتل رسید.
ویتوس به عنوان یکی از «چهارده امدادگر مقدس» کلیسای کاتولیک رومی به‌شمار می‌آید.
ویتوس را قدیس پشتیبان هنرپیشگان، کمدین‌ها، رقصندگان و بیماران صرع می‌دانند و روز ویتوس مقدس در پانزدهم ژوئن جشن گرفته می‌شود. هم‌چنین مسیحیان بر این باورند که ویتوس مردم را در برابر آذرخش، حمله حیوانات و خواب بیش از اندازه، حفاظت می‌کند؛ ویتوس قدیس پشتیبان منطقه بوهم جمهوری چک نیز به‌شمار می‌آید.
در اواخر سده‌های میانه، در آلمان و کشورهایی چون لتونی جشن ویتوس با رقصیدن در برابر تندیس او برگزار می‌شد. این‌گونه رقص به مرور زمان محبوبیت یافت و به این خاطر به نوعی اختلال عصبی به نام «رقصاک سیدنهام» که با پرش همراه است اصطلاحاً «رقص ویتوس مقدس» هم گفته شد. علت آن‌که ویتوس مقدس را پشتیبان رقصندگان و به طور کل هنرمندان نمایشی دانستند نیز ناشی از همین تداعی جشن رقص برای او با این پیشه‌ها است.
ویتوس قدیس پیشتیبان شهر ریکا در کرواسی، شهر کیمینا در سیسیل، فوریو در جزیره ایسکیا در ایتالیا، منطقه کونترادای سان ویتو در آولینوی ایتالیا، شهر وینسخوتن هلند و شهر سینت ویت بلژیک است.

## نگارخانه

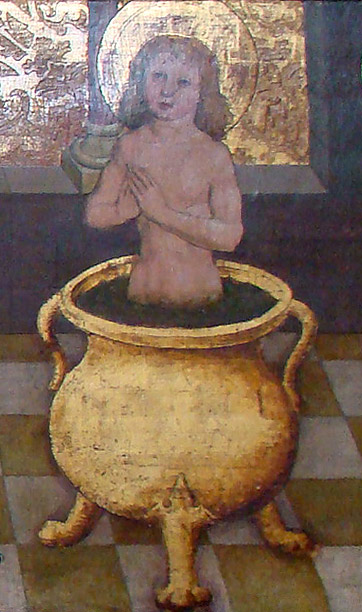
<!Martyrdom of Saint Vitus آلمان circa 1515, St. Vitus church, Flein>
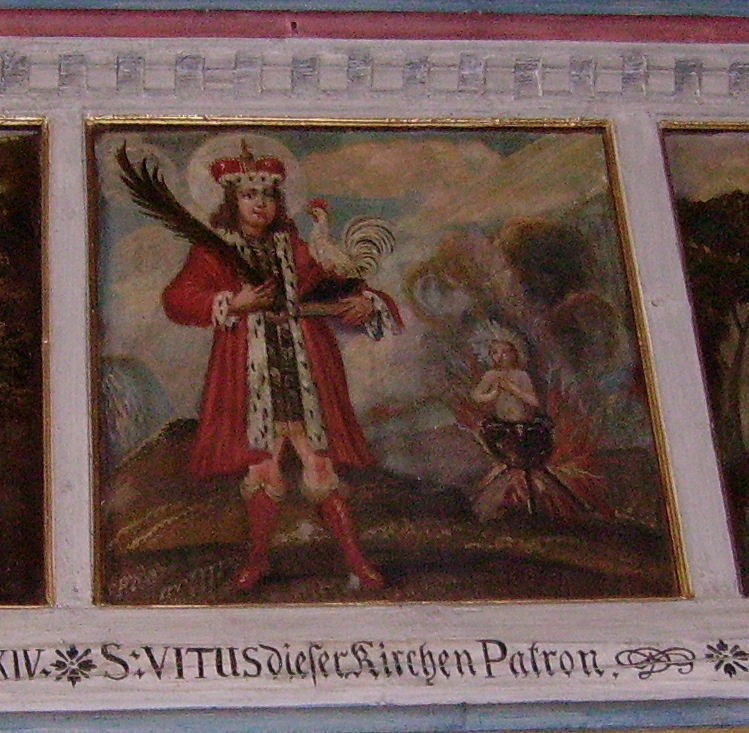
<!An image of Saint Vitus in Heiligenstadt, فرانکونی>
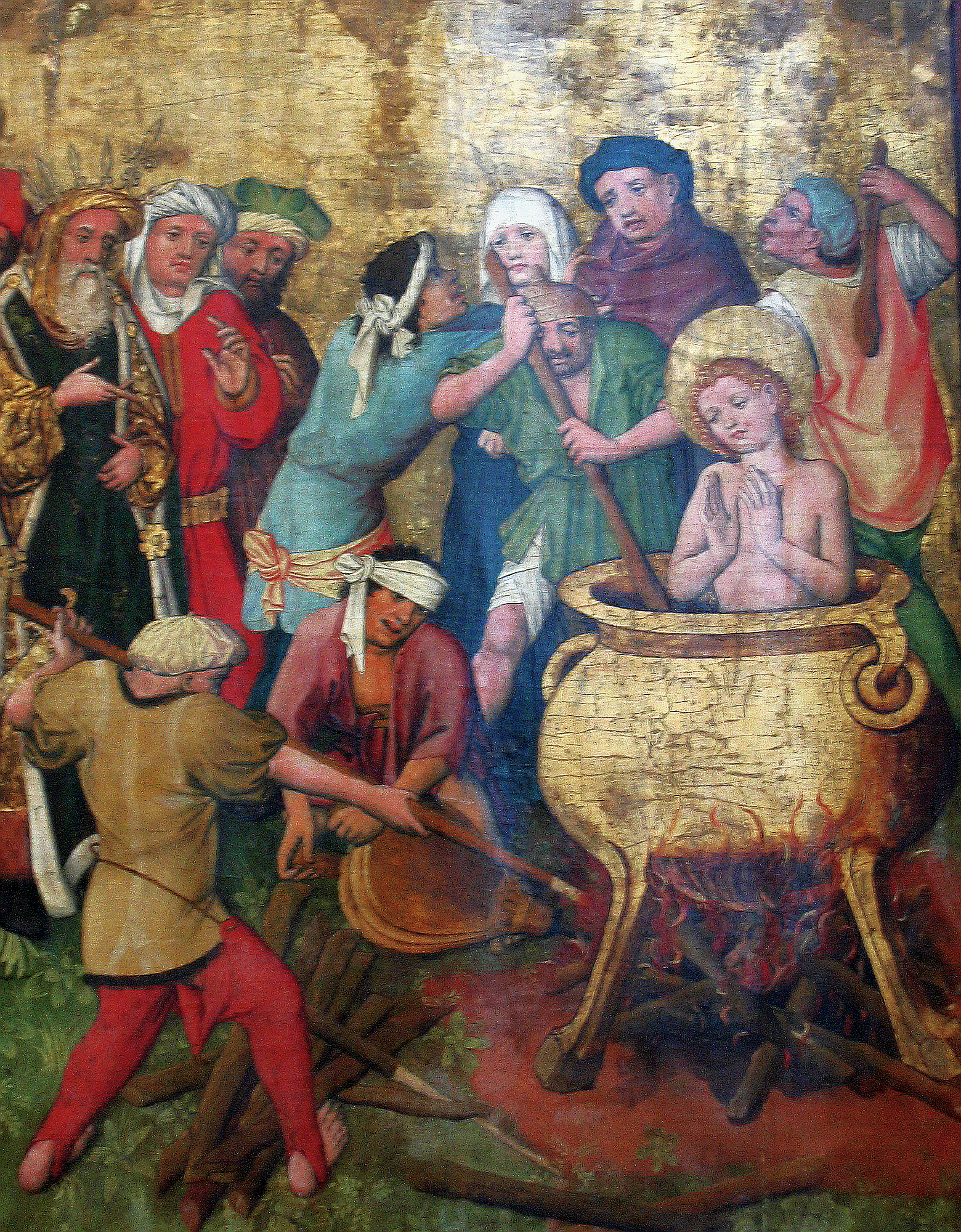
<!Martyrdom of Saint Vitus آلمان circa 1450 Warsaw National Museum>
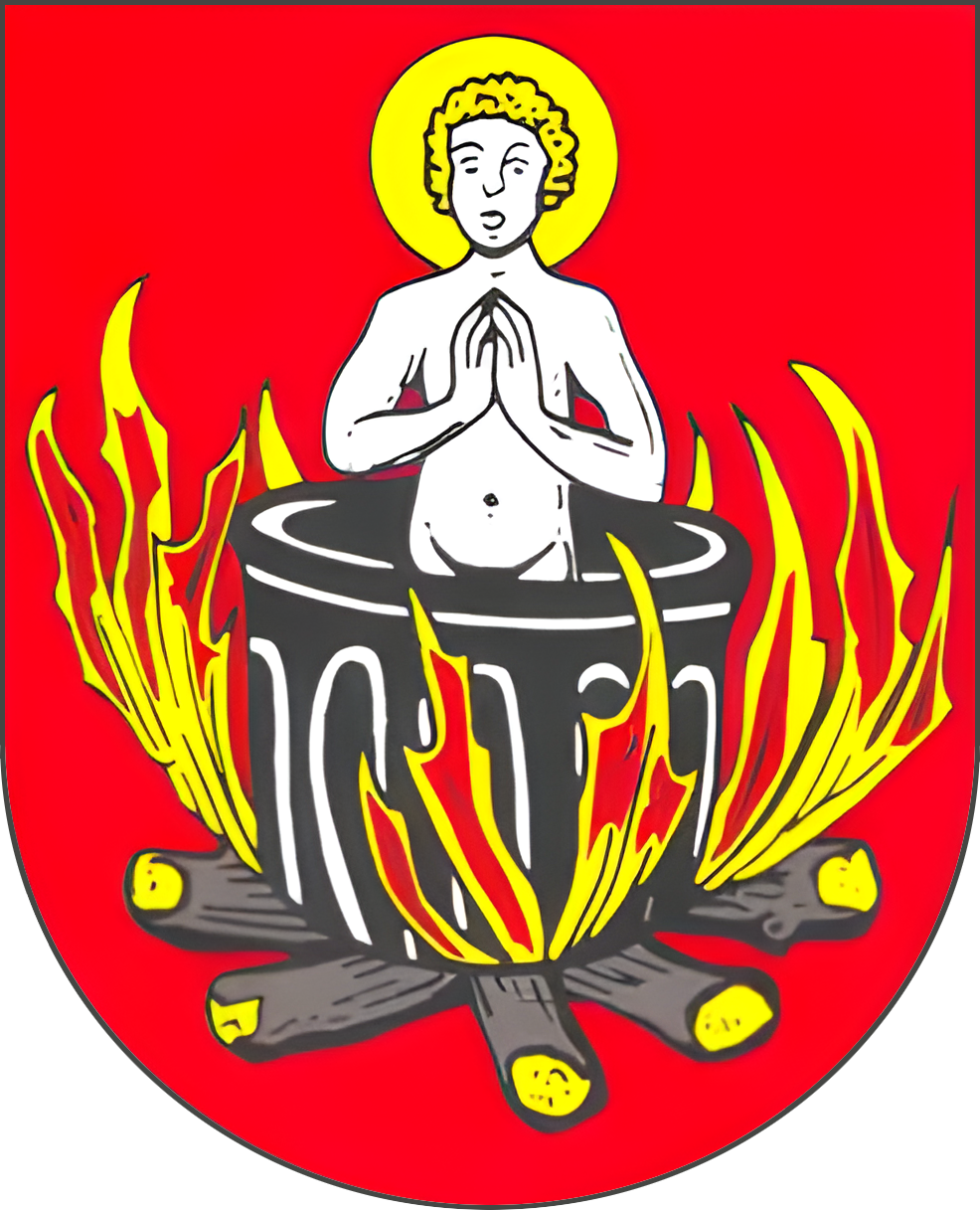
<!Martyrdom of Saint Vitus/Sankt Veit on the coat of arms of Sankt Veit im Pongau, اتریش>